# 2006-os salakmotor-világbajnokság
A 2006-os salakmotor-világbajnokság a Speedway Grand Prix éra 12., összességében pedig a széria 61. szezonja volt. Az idény április 22-én kezdődött Szlovéniában a Matije Gubca Stadionban és Lengyelországban végződött a Polonia Stadionban szeptember 23-án.
Jason Crump szerezte meg a bajnoki címet, Greg Hancockkal és Nicki Pedersennel szemben.

## Versenyzők
A szezon során összesen 15 állandó versenyző vett részt a versenyeken. A résztvevők a következőképpen tevődtek össze:
- A 2005-ös szezon első nyolc helyezettje automatikusan helyet kapott a mezőnyben.
- A további hét hely sorsáról a bajnokság promótere, a Benfield Sports International döntött, amely a tavalyi szezon eredménye alapján választott.
- A mezőnyt továbbá szabadkártyás és helyettesítő résztvevők egészítették ki.

| #                        | Motorversenyző         | Továbbjutás        | Fordulók           |
| Állandó résztvevők       | Állandó résztvevők     | Állandó résztvevők | Állandó résztvevők |
| ------------------------ | ---------------------- | ------------------ | ------------------ |
| 1                        | Tony Rickardsson       | automatikus        | 1–5                |
| 2                        | Jason Crump            | automatikus        | összes             |
| 3                        | Leigh Adams            | automatikus        | összes             |
| 4                        | Nicki Pedersen         | automatikus        | összes             |
| 5                        | Greg Hancock           | automatikus        | összes             |
| 6                        | Bjarne Pedersen        | automatikus        | összes             |
| 7                        | Tomasz Gollob          | automatikus        | összes             |
| 8                        | Andreas Jonsson        | automatikus        | összes             |
| 9                        | Scott Nicholls         | kiválasztás        | 1–7, 9–10          |
| 10                       | Antonio Lindbäck       | kiválasztás        | összes             |
| 11                       | Jarosław Hampel        | kiválasztás        | összes             |
| 12                       | Lee Richardson         | kiválasztás        | összes             |
| 13                       | Matej Žagar            | kiválasztás        | összes             |
| 14                       | Piotr Protasiewicz     | kiválasztás        | összes             |
| 15                       | Niels Kristian Iversen | kiválasztás        | összes             |
| Szabadkártyás résztvevők |                        |                    |                    |
| 16                       | Matej Ferjan           |                    | 1                  |
| 16                       | Krzysztof Kasprzak     |                    | 2                  |
| 16                       | Fredrik Lindgren       |                    | 3                  |
| 16                       | Simon Stead            |                    | 4                  |
| 16                       | Hans Andersen          |                    | 5                  |
| 16                       | Mattia Carpanese       |                    | 6                  |
| 16                       | Adrian Rymel           |                    | 8                  |
| 16                       | Kasts Poudzuks         |                    | 9                  |
| 16                       | Wiesław Jaguś          |                    | 10                 |
| Pályatartalékok          |                        |                    |                    |
| 17                       | Janusz Kołodziej       |                    | 2                  |
| 17                       | Jonas Davidsson        |                    | 3                  |
| 17                       | Charlie Gjedde         |                    | 5                  |
| 17                       | Daniele Tessari        |                    | 6                  |
| 17                       | Luboš Tomíček, Jr.     |                    | 8                  |
| 17                       | Grigorij Laguta        |                    | 9                  |
| 18                       | Kenneth Bjerre         |                    | 5                  |
| 18                       | Zdeněk Simota          |                    | 8                  |
| 18                       | Andrejs Koroļevs       |                    | 9                  |
| Helyettesítő résztvevők  |                        |                    |                    |
| 19                       | Hans Andersen          |                    | 6–10               |
| 20                       | Ryan Sullivan          |                    | 7–8                |

Megjegyzés:
- Csak azok a helyettesítők szerepelnek a listán, akik legalább egy versenyen részt vettek a szezon során.

## Versenynaptár és eredmények
| Forduló | Dátum          | Helyszín             | Győztes         | Második          | Harmadik         | Negyedik         | Listavezető    | Előny |
| ------- | -------------- | -------------------- | --------------- | ---------------- | ---------------- | ---------------- | -------------- | ----- |
| 1       | április 22.    | Matije Gubca Stadion | Nicki Pedersen  | Jason Crump      | Tomasz Gollob    | Tony Rickardsson | Nicki Pedersen | 5     |
| 2       | május 6.       | Stadion Olimpijski   | Jason Crump     | Greg Hancock     | Matej Žagar      | Jarosław Hampel  | Jason Crump    | 6     |
| 3       | május 20.      | Smedstadium          | Jason Crump     | Greg Hancock     | Tomasz Gollob    | Nicki Pedersen   | Jason Crump    | 15    |
| 4       | június 3.      | Millennium Stadion   | Jason Crump     | Andreas Jonsson  | Jarosław Hampel  | Greg Hancock     | Jason Crump    | 34    |
| 5       | június 24.     | Parken Stadion       | Hans Andersen   | Jason Crump      | Bjarne Pedersen  | Antonio Lindbäck | Jason Crump    | 41    |
| 6       | július 29.     | Santa Marina Stadion | Jason Crump     | Scott Nicholls   | Hans Andersen    | Leigh Adams      | Jason Crump    | 57    |
| 7       | augusztus 12.  | G&B Stadion          | Andreas Jonsson | Hans Andersen    | Leigh Adams      | Jason Crump      | Jason Crump    | 61    |
| 8       | augusztus 26.  | Marketa Stadion      | Hans Andersen   | Matej Žagar      | Antonio Lindbäck | Jarosław Hampel  | Jason Crump    | 69    |
| 9       | szeptember 9.  | Spidveja Centrs      | Greg Hancock    | Antonio Lindbäck | Nicki Pedersen   | Andreas Jonsson  | Jason Crump    | 57    |
| 10      | szeptember 23. | Polonia Stadion      | Nicki Pedersen  | Greg Hancock     | Tomasz Gollob    | Wiesław Jaguś    | Jason Crump    | 44    |

## Végeredmény
| Pozíció | Versenyző              | SVN | EUR | SWE | GBR | DEN | ITA | SCA | CZE | LAT | POL | Pont |
| ------- | ---------------------- | --- | --- | --- | --- | --- | --- | --- | --- | --- | --- | ---- |
|         | Jason Crump            | 20  | 25  | 25  | 25  | 20  | 25  | 16  | 14  | 11  | 7   | 188  |
|         | Greg Hancock           | 5   | 20  | 20  | 16  | 13  | 9   | 12  | 4   | 25  | 20  | 144  |
|         | Nicki Pedersen         | 25  | 14  | 16  | 4   | 6   | 9   | 11  | 6   | 18  | 25  | 134  |
| 4.      | Andreas Jonsson        | 8   | 5   | 10  | 20  | 7   | 9   | 25  | 7   | 16  | 12  | 119  |
| 5.      | Leigh Adams            | 10  | 7   | 11  | 6   | 12  | 16  | 18  | 12  | 8   | 6   | 106  |
| 6.      | Hans Andersen          | –   | –   | –   | –   | 25  | 18  | 20  | 25  | 4   | 9   | 101  |
| 7.      | Matej Žagar            | 9   | 18  | 4   | 9   | 4   | 10  | 4   | 20  | 11  | 8   | 97   |
| 8.      | Tomasz Gollob          | 18  | 9   | 18  | 7   | 3   | 7   | 4   | 6   | 4   | 18  | 94   |
| 9.      | Jarosław Hampel        | 4   | 16  | 8   | 18  | 2   | 4   | 10  | 16  | 7   | 6   | 91   |
| 10.     | Antonio Lindbäck       | 9   | 2   | 6   | 8   | 16  | 4   | 3   | 18  | 20  | 3   | 89   |
| 11.     | Scott Nicholls         | 9   | 9   | 5   | 8   | 8   | 20  | 8   | –   | 9   | 7   | 83   |
| 12.     | Bjarne Pedersen        | 5   | 6   | 7   | 12  | 18  | 10  | 8   | 2   | 7   | 7   | 82   |
| 13.     | Niels Kristian Iversen | 2   | 6   | 4   | 5   | 8   | 5   | 6   | 8   | 4   | 3   | 51   |
| 14.     | Tony Rickardsson       | 16  | 6   | 4   | 10  | 5   | –   | –   | –   | –   | –   | 41   |
| 15.     | Lee Richardson         | 8   | 4   | 0   | 5   | 9   | 4   | 4   | 3   | 0   | 2   | 39   |
| 16.     | Piotr Protasiewicz     | 1   | 3   | 3   | 3   | 1   | 3   | 4   | 5   | 4   | 4   | 31   |
| 17.     | Wiesław Jaguś          | –   | –   | –   | –   | –   | –   | –   | –   | –   | 16  | 16   |
| 18.     | Ryan Sullivan          | –   | –   | –   | –   | –   | –   | –   | 1   | 9   | –   | 10   |
| 19.     | Fredrik Lindgren       | –   | –   | 7   | –   | –   | –   | –   | –   | –   | –   | 7    |
| 20.     | Krzysztof Kasprzak     | –   | 6   | –   | –   | –   | –   | –   | –   | –   | –   | 6    |
| 21.     | Kasts Poudzuks         | –   | –   | –   | –   | –   | –   | –   | –   | 4   | –   | 4    |
| 22.     | Luboš Tomíček, Jr.     | –   | –   | –   | –   | –   | –   | –   | 4   | –   | –   | 4    |
| 23.     | Matej Ferjan           | 3   | –   | –   | –   | –   | –   | –   | –   | –   | –   | 3    |
| 24.     | Simon Stead            | –   | –   | –   | 3   | –   | –   | –   | –   | –   | –   | 3    |
| 25.     | Adrian Rymel           | –   | –   | –   | –   | –   | –   | –   | 2   | –   | –   | 2    |
| 26.     | Charlie Gjedde         | –   | –   | –   | –   | 1   | –   | –   | –   | –   | –   | 1    |
| 27.     | Kenneth Bjerre         | –   | –   | –   | –   | 1   | –   | –   | –   | –   | –   | 1    |
| 28.     | Mattia Carpanese       | –   | –   | –   | –   | –   | 0   | –   | –   | –   | –   | 0    |
| 29.     | Janusz Kołodziej       | –   | 0   | –   | –   | –   | –   | –   | –   | –   | –   | 0    |
| 30.     | Jonas Davidsson        | –   | –   | 0   | –   | –   | –   | –   | –   | –   | –   | 0    |
| 31.     | Daniele Tessari        | –   | –   | –   | –   | –   | 0   | –   | –   | –   | –   | 0    |
| 32.     | Grigorij Laguta        | –   | –   | –   | –   | –   | –   | –   | –   | 0   | –   | 0    |
| 33.     | Zdeněk Simota          | –   | –   | –   | –   | –   | –   | –   | 0   | –   | –   | 0    |
| 34.     | Andrejs Koroļevs       | –   | –   | –   | –   | –   | –   | –   | –   | 0   | –   | 0    |
| Pozíció | Versenyző              | SVN | EUR | SWE | GBR | DEN | ITA | SCA | CZE | LAT | POL | Pont |

| Szín      | Eredmény                 |
| --------- | ------------------------ |
| Arany     | Győztes                  |
| Ezüst     | 2. helyezett             |
| Bronz     | 3. helyezett             |
| Sötétzöld | 4. helyezett             |
| Zöld      | A középdöntőben kiesett  |
| Fehér     | A selejtezőben kiesett   |
| Piros     | Nem vett részt a futamon |